# 橘逸勢

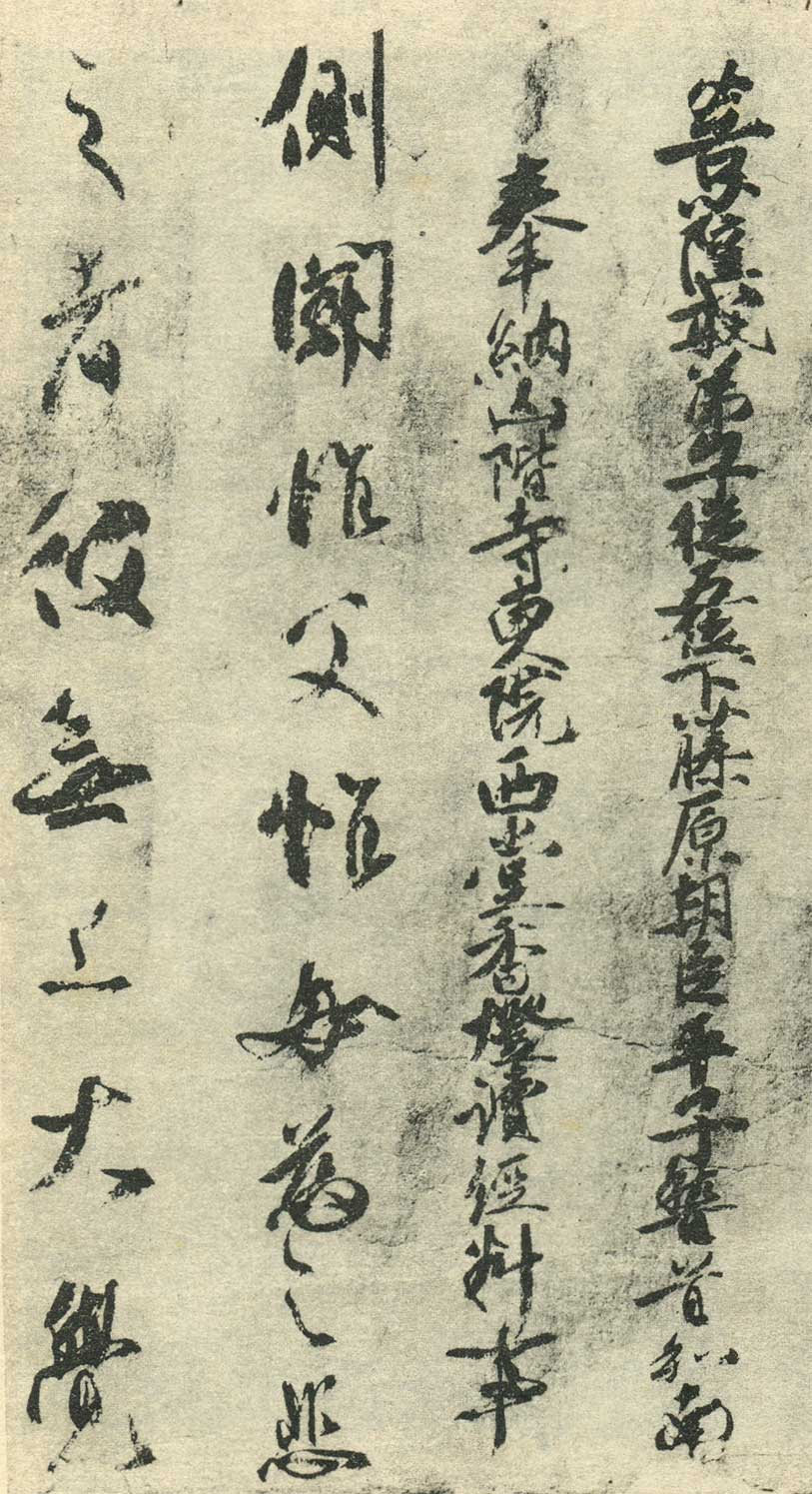
『伊都内親王願文』
（部分）

橘 逸勢（たちばな の はやなり）は、平安時代初期の貴族・書家。参議・橘奈良麻呂の孫。右中弁・橘入居の末子。官位は従五位下・但馬権守、贈従四位下。書に秀で空海・嵯峨天皇と共に三筆と称される。

## 経歴
桓武朝末の延暦23年（804年）に最澄・空海らと共に遣唐使として唐に渡る。中国語が苦手で、語学の壁のために唐の学校で自由に勉強ができぬと嘆いている。おかげで語学の負担の少ない琴と書を学んだ。大同元年（806年）遣唐使判官・高階遠成に従い空海らとともに帰国する。帰国後は、唐で学んだ琴と書の第一人者となった。
仁明朝に入ると従五位下に叙爵し、承和7年（840年）但馬権守に任ぜられる。しかし、老いと病を理由に出仕せず、静かに暮らしていた。
承和9年（842年）の嵯峨上皇が没した2日後の7月17日に皇太子・恒貞親王の東国への移送を画策し謀反を企てているとの疑いで、近衛を率いた右近衛少将・藤原富士麻呂と右馬助・佐伯宮成によって、伴健岑と共に捕縛される。両者は参議左大弁・正躬王と右大弁・和気真綱による杖で何度も打たれる拷問を含む取り調べを受けたが、両者共に罪を認めなかった。しかし、7月23日には仁明天皇より両者が謀反人であるとの詔勅が出され、春宮坊が兵によって包囲された。結局、大納言・藤原愛発や中納言・藤原吉野、参議・文室秋津は免官され、恒貞親王は皇太子を廃された。逸勢と健岑は最も重い罰を受け、逸勢は姓を「非人」と改めた上で伊豆国へ、健岑は隠岐国（後に出雲国に移されたが経緯は不詳）への流罪が決まった（承和の変）。
逸勢は伊豆への護送中、8月13日に遠江国板築駅で客死し同地に葬られた。60余歳という。病没した「板築駅」の場所については以下の説がある。
- 浜松市北区三ケ日町日比沢付近[10]。
- 「駅」は駅家のことではなく漢文流の表現で、罪人は伝馬で輸送され郡家（郡衙）を宿舎としたことから、袋井市に残る伝承をもとに山名郡家の所在地と推定される袋井市上山梨[10]。

このとき、逸勢の後を追っていた娘は板築駅に到達したときに父の死を知り、悲歎にくれた。その娘はその地に父を埋葬し、尼となり名を妙冲と改め、墓の近くに草庵を営み、菩提を弔い続けた。9月に入ると、伊豆国へ配流となっていた逸勢の孫の珍令について、罪人の子孫であっても生計の拠り所がなくなるのは憐れであるとして、配流先から以前の居住地へ呼び戻されている。さらに、嘉祥2年（849年）になってから、逸勢の子息である龍剣・実山らが本姓（橘朝臣）に戻され、入京を許されている。
死後、逸勢は罪を許され、文徳朝初頭の嘉祥3年（850年）に正五位下の贈位を受けて京に改葬される。さらに、仁寿3年（853年）には従四位下を贈られた。逸勢の娘の妙冲は逸勢に位階が追贈され京に改葬された際に孝女として称えられ、斉衡元年（854年）に遠江国の剰田7町を与えられた尼妙長は妙冲に比定されている。
ために、逸勢は怨霊となったとも当時の人々から考えられ、貞観5年（863年）に行われた御霊会において文屋宮田麻呂・早良親王・伊予親王などと共に祀られた。そして、逸勢は現在も上御霊神社と下御霊神社で「八所御霊」の一柱として祀られている。
逸勢の没後300年以上経過した仁安元年（1166年）には橘以政によって伝記『橘逸勢伝』が著された。

## 書
在唐中、書は柳宗元に学び、唐の文人から橘秀才と賞賛された。隷書に優れ、宮門の榜題などを書いたという。ただし、逸勢の真跡として確認できるものは今日ほとんど伝わっていない。その中で、空海の三十帖冊子の一部分、興福寺南円堂銅燈台銘、伊都内親王願文が逸勢の筆とされていて、確証は未だ見つかっていないものの、逸勢以外の書家から書風の可能性を見出すこともできないため、逸勢の筆との説が有力視されている。

### 伊都内親王願文
『伊都内親王願文』（いとないしんのうがんもん）は、桓武天皇の第8皇女・伊都内親王が生母・藤原平子の遺言により、天長10年9月21日（833年11月6日）、山階寺東院西堂に香灯読経料として、墾田十六町余、荘一処、畠一丁を寄進した際の願文である。楮紙に行書で68行あり、末字に「伊都」の2字がある。朱で捺された内親王の手形が25箇所ある。書風は王羲之風であるが、その中に唐人の新しい気風が含まれており、飛動変化の妙を尽くし、気象博大と評されてもいる。御物。

## 人物
性格は放胆で、細かいことには拘らなかった。

## 官歴
『橘逸勢伝』による。
- 承和年間：従五位下
- 承和7年（840年） 4月2日：但馬権守
- 承和9年（842年） 7月28日：本姓改賜非人、流罪（伊豆国）。8月13日：卒去
- 嘉祥3年（850年） 5月15日：贈正五位下
- 仁寿3年（853年） 5月5日：贈従四位下

## 系譜
- 父：橘入居[3]
- 母：不詳
- 生母不詳の子女
  - 男子：龍剣[14]
  - 男子：実山[14]
  - 女子：妙仲[3]

## 登場する作品
- 夢枕獏『沙門空海唐の国にて鬼と宴す』徳間書店、2011年 準主役
- 杉本苑子『檀林皇后私譜』中央公論社、1981年 のち文庫
- 司馬遼太郎『空海の風景』中央公論社、1975年　のち文庫
- 武内涼 『東遊記』角川書店、2018年
- おかざき真里『阿・吽』小学館、2014～2021年